# Calcaire de Kanfanar
 (mars 2018).
Le Kanfanar, aussi nommé Gallio d’Istria, est un calcaire qui doit son nom à la commune de Kanfanar dans laquelle il est extrait. La formation de ce calcaire date du crétacé. Située en Croatie, la carrière se trouve dans le sud-ouest de la région d’Istrie.  Il s’agit d’un calcaire dur qui peut être employé en aménagement urbain, principalement pour la réalisation de mobilier comme des bancs, marches ou fontaines. Ce calcaire est utilisé dans de nombreux ouvrages en France et en Italie.

## Origine

### La carrière
La carrière de Calcaire Kanfanar est exploitée par l’entreprise Kamen Pazin SA depuis 1954. Depuis 2005, Kamen Pazin a obtenu la certification ISO 9001:2000, qui assure la conformité des produits et atteste que l’extraction du calcaire de Kanfanar est réalisée conformément aux normes internationales. La capacité annuelle est de la carrière est de 21 000 m3. Une fois les blocs extraits, ils sont transformés dans l’usine localisée à Pisino selon le format et la finition demandés. 

## Les caractéristiques

### L’aspect
Ce calcaire est dense à la structure massive et homogène. Selon les strates choisies pour l’extraction, les nuances vont du beige au gris bleuté, avec une présence de fossiles, marquée par une couleur plus foncée, en proportion variable. Les deux calcaires de Kanfanar ont les mêmes propriétés physiques, la couleur étant due à une réaction chimique. Une fois extraits, les blocs sont traités. Il est alors possible de choisir l’aspect final, c’est-à-dire la finition. Les finitions possibles dépendent de l'équipement dans l'usine de traitement. Les finitions courantes en architectures européennes sont bouchardé, flammé, adouci et égrésé.

### Les couleurs
Les principales couleurs sont le beige, le gris-bleu et la bayadère. Ces nuances gris-bleu et bayadère sont spécifiques à ce calcaire. En effet, la majorité des calcaires sont de couleurs beige à orangé.

### Les propriétés physiques et mécaniques
De nombreux chantiers d'envergure, réalisés en France et en Italie, montre la qualité et la grande résistance de ce calcaire, notamment au gel. Il s’agit d’une pierre non gélive. C’est pourquoi il est également utilisé depuis très longtemps à Venise pour le renforcement des digues.
Plus précisément les propriétés physiques et mécaniques de ce calcaire sont les suivantes, selon les tests effectués par le Laboratoire Marmo :
| Test                             | Norme       | Résultat      |
| -------------------------------- | ----------- | ------------- |
| Porosité ouverte                 | NF EN 1936  | < 1,8%        |
| Masse volumique                  | NF EN 1936  | > 2630 kg/m^3 |
| Résistance en compression        | NF EN 1926  | >134 MPa      |
| Résistance à l’abrasion          | NF EN 14231 | < 20,5 mm     |
| Absorption d’eau par capillarité | NF EN 1925  | < 0,5 m² s0.5 |

## Utilisation
Le Kanfanar est un calcaire dur. Il est donc adapté à la construction de bâtiments, voiries et autres aménagements urbains. Outre l'aspect esthétique du calcaire clair, l’avantage du Kanfanar est de pouvoir être fourni en grande quantité, avec les dimensionnements importants qui sont nécessaires aux gradins et marches. Il est également disponible dans une large variété de finitions grâce à  l’équipement à la pointe de la technologie dont dispose l’usine adjacente à la carrière, prenant également en charge six autres carrières de la région.

### Gradins et escaliers

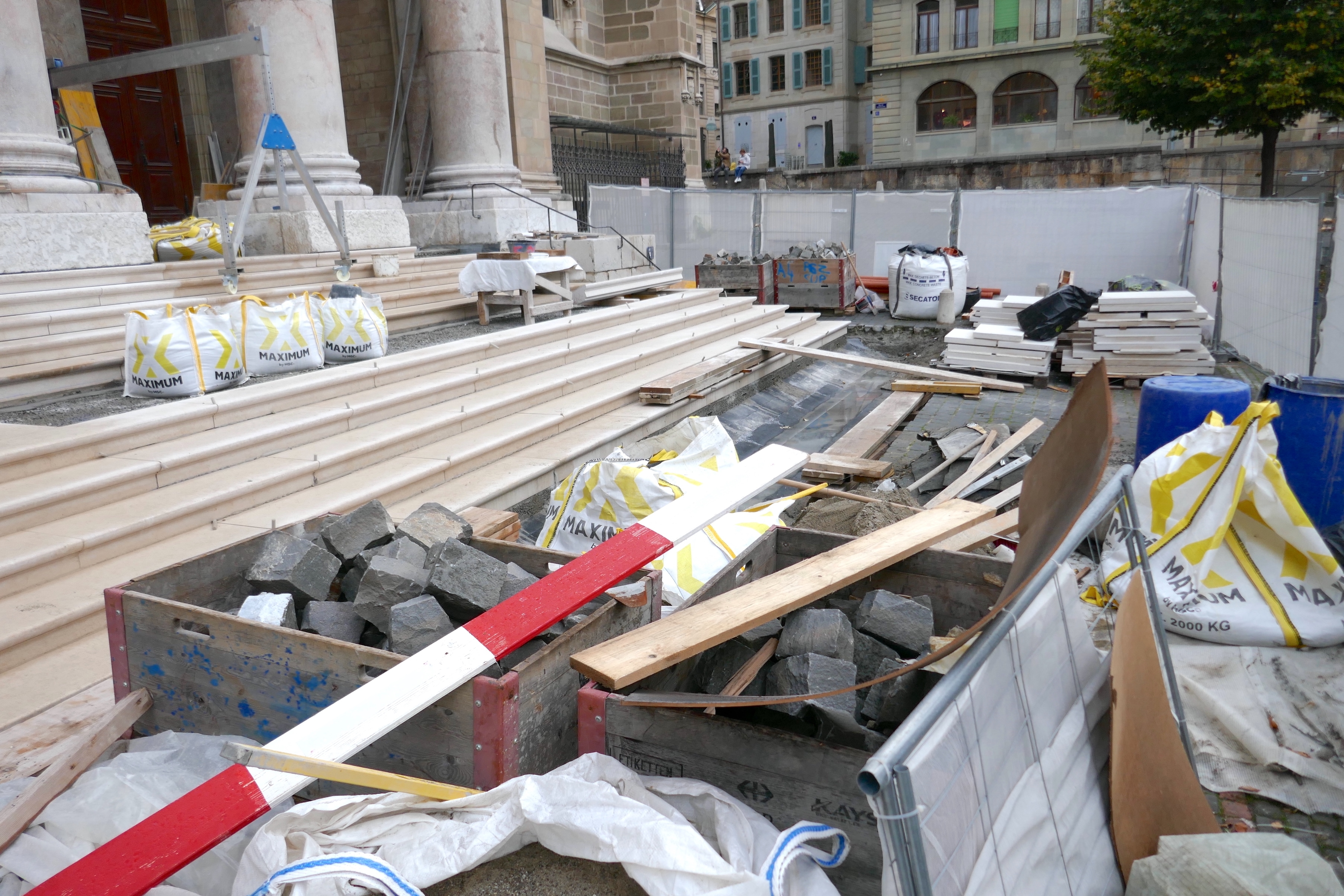
Cathédrale Saint-Pierre de Genève, rénovation 2024.

Le calcaire est en particulièrement adapté pour la réalisation de mobilier urbain comme des gradins ou des bancs. Il a été employé lors de la réalisation des Berges du Rhône à Lyon, avec 850 m² de banquettes et 500 m² de marches en calcaire de Kanfanar beige ; ou encore à Arc-sur-Agens pour les gradins.

### Fontaines et jardinières
La fontaine coursive de Arc-sur-Agens est en calcaire croate. Un autre emploi peut être noté, avec les jardinières du Cours Emile Zola à Villeurbanne (Rhône), où le calcaire est adouci pour un aspect mat.

### Bordures et plots
En tant que mobilier urbain, la ville de Nîmes a également employé le calcaire beige de Kanfanar pour faire les bordures des arrêts de tramway.
La ville de Toulouse a quant à elle, choisit de placer des plots en calcaire de Kanfanar pour sécuriser les trottoirs. 
L’avenue Garibaldi, à Lyon, réaménagé en 2013, comporte des banquettes de calcaire beige, qui servent de bancs et bordures. 
Plus récemment et encore en cours de construction, la ZAC Charles Renard, localisée à Saint Cyr l’Ecole (Yvelines), est aménagée avec un mélange de Calcaire de Kanfanar et de Grès d’Albanera, créant un constate entre les pavés gris-bleu et beige. Les travaux ont commencé en 2014 et s’achèveront en 2020. 
D’autres ouvrages utilisent le calcaire de Kanfanar en dallage. C’est notamment le cas à Montpellier, où 1 700 m2 de dalles ont été posés dans une zone piétonne.